# Gary Kildall
Gary Arlen Kildall (Seattle 19 mei 1942 - Monterey (Californië) 11 juli 1994) was een computerpionier die vooral bekend werd als de bedenker van CP/M, een besturingssysteem voor microcomputers.
Kildall stichtte het bedrijf Digital Research, dat behalve CP/M ook de grafische gebruikersomgeving GEM Desktop, een doorontwikkeling van de Xerox/Parc gebruikersinterface, op de markt bracht, maar hij werd beroemd vanwege het missen van de opdracht om het besturingssysteem voor de IBM Personal Computer te leveren. Microsoft van Bill Gates wist de opdracht te krijgen door een besturingssysteem dat ze nog niet hadden aan te bieden: MS-DOS. De basis voor dat besturingssysteem, QDOS, kocht Microsoft van Seattle Computers, dat zelf een kloon van CP/M had ontwikkeld.
Kildall verkocht Digital Research in 1991 aan Novell, dat nog enige tijd DR-Dos verkocht en de onderneming vervolgens in 1996 weer aan Caldera verkocht. Caldera veranderde van naam in SCO, maar dat werd in 2012 ook weer opgeheven.

## Websites
- Digital Research. "Computer Connections" - In His Own Words: Gary Kildall. herdenkingspagina